# Banks Lake South
Banks Lake South – jednostka osadnicza w Stanach Zjednoczonych, w stanie Waszyngton, w hrabstwie Grant.